# Pallavolo ai XX Giochi dei piccoli stati d'Europa - Convocazioni al torneo femminile
Elenco delle giocatrici convocate per il torneo femminile di pallavolo ai XX Giochi dei piccoli stati d'Europa.

## Andorra
| N° | Nome                | Ruolo | Data di nascita  | Squadra |
| -- | ------------------- | ----- | ---------------- | ------- |
| -  | Adrián Garrido      | All   | 13 dicembre 1967 | -       |
| 1  | Mia Pijuan          | P     | 12 giugno 2007   | Andorra |
| 3  | Clarissa Tenório    | C     | 1979             | -       |
| 7  | Nely Vasileva       | S     | 27 luglio 2005   | -       |
| 8  | Noa Barrio          | P     | 2004             | -       |
| 9  | Joanna Ferrer       | L     | 2004             | -       |
| 10 | Laia García         | O     | 2001             | -       |
| 14 | María López         | -     | 1996             | -       |
| 16 | Sofia Romano        | L     | 2002             | -       |
| 17 | Natalia Pushong     | C     | 1976             | -       |
| 22 | Carla Boix          | C     | 1990             | -       |
| 23 | Nadezhda Ivanova    | C     | 2006             | -       |
| 25 | Aina Garcia         | -     | 2009             | -       |
| 26 | Gabriela dos Santos | -     | 2006             | -       |
| 81 | Clara Carrera       | -     | 2007             | -       |

## Cipro
| N° | Nome                    | Ruolo | Data di nascita   | Squadra            |
| -- | ----------------------- | ----- | ----------------- | ------------------ |
| -  | Enrico Quarta           | All   | 9 dicembre 1995   | AEL Limassol       |
| 1  | Tatyana Mudritskaya     | O     | 17 gennaio 1985   | AEL Limassol       |
| 2  | Christiana David        | L     | 27 settembre 1993 | AEK Larnaca        |
| 3  | Véronika Hudima         | S     | 8 luglio 1988     | Olympiada Neapolīs |
| 4  | Demetra Kouta           | L     | 16 aprile 1994    | Olympiada Neapolīs |
| 7  | Aleksandra Karabinovich | S     | 1º luglio 1998    | Dikefalos Geriou   |
| 8  | Maria Chitziou          | L     | 3 ottobre 1997    | Nea Salamis        |
| 10 | Ourania Chimonides      | C     | 13 luglio 2007    | Anorthōsīs         |
| 12 | Anni Prokopiou          | O     | 22 gennaio 2005   | Olympiada Neapolīs |
| 13 | Antri Iordanou          | C     | 23 febbraio 1988  | Nea Salamis        |
| 14 | Sofia Georgiou          | S     | 8 settembre 2010  | Apollōn Limassol   |
| 15 | Elena Tsoutsouki        | P     | 16 novembre 2004  | Anorthōsīs         |
| 16 | Konstantina Siapani     | S     | 5 settembre 2008  | Nea Salamis        |
| 17 | Thea Christoforou       | C     | 25 settembre 2008 | Apollōn Limassol   |
| 18 | Maria Olga Siapani      | P     | 5 gennaio 2005    | SUNY Albany        |

## Lussemburgo
| N° | Nome               | Ruolo | Data di nascita   | Squadra             |
| -- | ------------------ | ----- | ----------------- | ------------------- |
| -  | Fabio Aiuto        | All   | 14 novembre 1973  | GYM                 |
| 2  | Carla Mulli        | S     | 13 agosto 2000    | Polonia London      |
| 4  | Cindy Schneider    | C     | 8 ottobre 1997    | GYM                 |
| 6  | Carole Grüneklee   | C     | 27 luglio 2005    | Bocconi             |
| 7  | Julie Teso         | P     | 5 maggio 1998     | Flacht              |
| 9  | Giulia Tarantini   | P     | 26 novembre 2003  | Ti-Volley Innsbruck |
| 11 | Yana Feller        | S     | 9 ottobre 2001    | Planegg-Krailling   |
| 16 | Marie Schaack      | O     | 25 luglio 2006    | RSR Walfer          |
| 17 | Adriani Vilvert    | C     | 26 aprile 1993    | Heidelberg          |
| 18 | Emma Van Elslande  | S     | 19 gennaio 2004   | Coastal Carolina    |
| 19 | Martina Fraschetti | C     | 28 luglio 2003    | RSR Walfer          |
| 20 | Lilly Tarantini    | S     | 14 settembre 2006 | RSR Walfer          |
| 25 | Lara Picht         | S     | 29 dicembre 1996  | GYM                 |
| 31 | Kelsey Chambers    | O     | 18 aprile 1994    | Escher              |
| 32 | Julia Dufková      | L     | 1º gennaio 2005   | Roberts Wesleyan    |

## Monaco
| N° | Nome               | Ruolo | Data di nascita   | Squadra |
| -- | ------------------ | ----- | ----------------- | ------- |
| -  | Éva Hamzaou        | All   | 4 febbraio 1985   | Monaco  |
| 3  | Cassia Schubler    | S     | 2005              | Monaco  |
| 4  | Liana Enza         | -     | 2007              | -       |
| 5  | Célia Da Moura     | C     | 27 maggio 1989    | Monaco  |
| 9  | Cyrine Oujani      | C     | 2000              | Monaco  |
| 10 | Tétet Dembelé      | C     | 13 settembre 1989 | -       |
| 11 | Giorgia Sartorelli | C     | 22 luglio 1994    | Monaco  |
| 12 | Alexandra Erhart   | P     | 12 maggio 1994    | Monaco  |
| 13 | Ottavia Hieulle    | L     | 30 luglio 1999    | Monaco  |
| 14 | Lisa-May Hahn      | S     | 25 novembre 1993  | -       |
| 15 | Anaïs Poulain      | S     | 17 giugno 2000    | Monaco  |
| 17 | Virginie Proaskat  | -     | 1976              | -       |
| 19 | Sana Bouyahia      | S     | 24 luglio 1992    | Monaco  |

## San Marino
| N° | Nome                | Ruolo | Data di nascita   | Squadra        |
| -- | ------------------- | ----- | ----------------- | -------------- |
| -  | Cristiano Lucchi    | All   | 22 settembre 1977 | Club Cesena    |
| 3  | Rosa Muccioli       | C     | 12 novembre 2007  | -              |
| 4  | Ludovica Ghinelli   | C     | 4 agosto 1998     | -              |
| 5  | Giorgia Guerra      | C     | 20 giugno 2008    | -              |
| 6  | Arianna Menicucci   | C     | 6 aprile 2005     | -              |
| 11 | Alice Pasolini      | L     | 6 luglio 2000     | -              |
| 12 | Alice Pedrelli      | S     | 2 luglio 2008     | -              |
| 18 | Anita Magalotti     | S     | 1º febbraio 1996  | Riviera Rimini |
| 19 | Camilla Tiezzi      | P     | 2009              | -              |
| 20 | Federica Tura       | O     | 29 gennaio 2003   | -              |
| 22 | Martina De Gregorio | S     | 1993              | Riviera Rimini |
| 23 | Julia Zanotti       | S     | 11 novembre 2007  | -              |
| 28 | Matilde Stefanelli  | S     | 24 novembre 2007  | -              |